# Maurice Lemonnier
Le baron Maurice Lemonnier, né à Mons le 12 janvier 1860 et mort à Bruxelles, le 11 septembre 1930, est avocat, ingénieur civil des mines et un homme politique libéral belge . Il a été bourgmestre de Bruxelles de 1914 à 1917. 

## Biographie
Charles Jean Maurice Lemonnier, né à Mons le 12 janvier 1860, est le fils d'Hubert Lemonnier, percepteur des postes, et de Julie Alexandre. Il épouse Julia Mineur, fille de Stéphane Mineur, industriel, le 23 juin 1894 à Namur.
Il fait des études d'ingénieur civil des Mines et des Chemins de fer de Mons et de droit à l'Université libre de Bruxelles dont il obtient les diplômes. De 1881 à 1886, il est attaché aux services centraux des chemins de fer de l'État. Il devient ensuite avocat à la Cour d'appel de Bruxelles.
Il se lance alors dans la politique au sein des progressistes sous la houlette de Paul-Émile Janson. Il évolue ensuite vers le libéralisme. Il siège au conseil communal de Bruxelles à partir d'octobre 1890, jusqu'en 1895 puis de nouveau à partir de 1899. En 1902, il est nommé échevin des Travaux publics et des Régies de la ville de Bruxelles, poste qu'il occupe jusqu'à son décès.
Il a été vice-président de l'Exposition internationale de Bruxelles de 1897 et de l'Exposition universelle de Bruxelles de 1910.
Parmi ses grandes réalisations à Bruxelles, on trouve la création de quartiers nouveaux (dont le Solbosch), l'organisation du service d'électricité et l'édification de locaux scolaires. On lui doit également la construction du bloc de maisons ouvrières de la rue Blaes.
Il est député de Bruxelles à la Chambre des représentants de 1892 à 1894 et de 1902 à sa mort. Il est élu président du groupe libéral à la Chambre des représentants et, en 1928, vice-président de la Chambre des représentants par ses pairs.
Pendant la Première Guerre mondiale, c'est durant l'occupation allemande de 1914 à1917 qu'il se rend célèbre sur le plan communal en remplaçant le bourgmestre Adolphe Max emprisonné par les Allemands. Sa résistance courageuse face aux exigences de l'occupant lui vaut l'arrestation le 8 mai 1917, la condamnation à un an de forteresse par le conseil de guerre allemand et finalement la déportation en Allemagne. Il est remplacé par Louis Steens comme bourgmestre faisant fonction. Il est libéré par les Allemands en octobre 1918.
À la suite de son décès à Bruxelles, le 11 septembre 1930, il est inhumé au Cimetière de Bruxelles à Evere.

## Hommages et distinctions
Le 14 novembre 1921, un arrêté royal lui octroie concession de noblesse pour lui-même et ses descendants ainsi que le titre de baron.
À Bruxelles, une grande artère du centre ville est rebaptisée « Boulevard Maurice Lemonnier » en son honneur.
Un buste en marbre de Lemonnier, œuvre de Frans Huygelen, a été érigé à l'angle de la rue de Cérès. 
Il a reçu les distinctions suivantes :
- Grand officier de l'ordre de Léopold avec liseré d'or et inscription à l'Ordre du Jour de la Nation ;
- Grand-croix de l'ordre de la Couronne ;
- Croix civique de 1reclasse 14-18 ;
- Grand officier de la Légion d'honneur ;
- Ordre de l'Empire britannique à titre civil : chevalier-commandeur.